# Resistência antiotomana dos camponeses da Caríntia
A Resistência antiotomana dos camponeses da Caríntia ocorreu no Ducado da Caríntia (cujo território corresponde, atualmente a partes da Áustria e da Eslovênia) em 1478.
No século XIV, durante a desintegração do Império Sérvio, as forças otomanas entraram na Península Balcânica.
No dia 15 de junho de 1389, eles derrotaram um exército sérvio na Batalha de Kosovo. Após a Queda de Constantinopla, em 1453, as tropas turcas avançaram para o noroeste e, em 1469, alcançaram as fronteiras do Sacro Império Romano-Germânico entrando no sudeste do Ducado de Carniola.
Para tentar conter a ameaça, começaram a construir fortificações  nas rotas de passagem nas montanhas, na Caríntia. Para financiar essas construções, o Imperador Frederico III do Sacro Império Romano-Germânico aumentou os impostos da população local.
No entanto, no final de setembro de 1473, as forças otomanas cruzaram a Sela Seeberg e saquearam os vales do Rio Drava e do Rio Glan.
Em 1476, os otomanos:
- começaram a ocupar a Caríntia a partir do vale superior do Rio Sava;
- sitiaram o Mosteiro de Arnoldstein;
- começaram a ocupar o vale do Rio Gail;
- devastaram a região de Villach;
- montaram um acampamento em Wernberg, de onde começaram a fazer mais ataques.

Entre 1473 e 1483, ocorreram cinco grandes ataques otomanos contra a região da Caríntia, com muitos saques e mortes. Durante esses ataques, a nobreza e o clero se protegeram em fortificações, mas grande maioria dos camponeses não tinha como se proteger.
No dia 02 de fevereiro de 1478, foi fundada a "Liga dos Camponeses da Caríntia" em Spittal an der Drau, liderada por Peter Wunderlich.
Enquanto isso, ocorriam combates da Guerra Otomana Veneziana no vale do Rio Isonzo, nos quais, os otomanos sitiaram sem sucesso a Fortaleza de Gradisca d'Isonzo e depois marcharam em direção aos Alpes Julianos.
Em maio de 1478, os camponeses se reuniram em Villach, onde organizaram um exército de 3.000 homens para enfrentar os invasores. Eles tentaram impedir o avanço dos otomanos bloqueando a Passagem de Predil. No entanto, conseguiram impedir o avanço de um contingente otomano de 20.000 homens de tropas cavalaria.
No dia 25 de junho, quando as forças otomanas se aproximaram de Tarvisio, a maioria dos camponeses fugiu durante a noite para proteger seus pertences. No dia seguinte, apenas um pequeno grupo de cerca de 530 camponeses e 70 mineiros de Bad Bleiberg decidiu lutar contra os otomanos nas proximidades de Tarvisio.
No entanto, o pequeno contingente foi massacrado por cerca de 20.000 homens de tropas cavalaria otomana. Os otomanos continuaram a avançar, saqueando as cidades de Millstatt e Gmünd in Kärnten.
Após a retirada das forças otomanas, os camponeses que participaram da resistência foram perseguidos pela nobreza. O líder da resistência, Peter Wunderlich foi capturado perto de Gmünd, condenado à morte e desmembrado publicamente em Lendorf   .